# Marco Polo (serial)
Marco Polo este un serial TV dramatic american Video on Demand despre viața lui Marco Polo la curtea lui Kublai, han al Imperiului Mongol și întemeietor al dinastiei Yuan (care a condus în perioada 1271-1368).  Serialul a avut premiera pe Netflix la 12 decembrie 2014. Este scris și creat de John Fusco, cu Lorenzo Richelmy în rolul titular. Serialul este produs de The Weinstein Company. La 7 ianuarie 2015, Marco Polo a fost reînnoit de către Netflix cu un al doilea sezon (tot cu 10 episoade ca primul).

## Distribuție

### Roluri principale
- Lorenzo Richelmy ca Marco Polo[2]
- Benedict Wong este Kublai Khan[2]
- Joan Chen este Chabi, împărăteaasă a Dinastiei Yuan Dynasty,[4] soția principală a hanului.
- Rick Yune este Kaidu, vărul hanului,[2] conducător al Hoardei de Aur
- Amr Waked ca Yusuf,[5] cancelarul hanului.
- Remy Hii ca prințul Jingim, fiu și moștenitor legal al hanului.[2]
- Zhu Zhu este Kokachin, "Prințesa albastră" a tribului Bayaut din Mongolia.[2]
- Tom Wu ca Hundred Eyes, călugăr Taoist obligat să slujească hanului.[2]
- Mahesh Jadu ca Ahmad, ministrul de finanțe al hanului
- Olivia Cheng ca Mei Lin, concubina  regretatului Împărat Lizong de Song
- Uli Latukefu ca Byamba, bastardul hanului, general atât al armatei imperiale cât și al hoardei mongole.
- Chin Han ca Jia Sidao, cancelar al împăraților Song Huaizong și Duanzong, este fratele lui Mei Lin.[6]
- Pierfrancesco Favino ca Niccolò Polo, tatăl lui Marco.

### Roluri secundare
- Baljinnyamyn Amarsaikhan ca Ariq Böke, fratele hanului, conducător al Karakorum.
- Corrado Invernizzi ca Maffeo Polo, unchiul lui Marco.
- Tan Kheng Hua ca Xie Daoqing,  împărăteasă văduvă a dinastiei Song.
- Claudia Kim este Khutulun, fiica lui Kaidu, un războinic inegalabil în felul ei.
- Oon Shu An ca Jing Fei, prietena lui Mei Lin, de asemenea, o concubină imperială
- Darwin Shaw ca Sabbah, unul dintre colectorii de taxe ai hanului, subordonat lui Ahmad.
- Lawrence Makoare ca Za Bing, Prințesa Kokachin protectoare a eunucilor.

## Episoade
| Nr. în serial | Nr. în sezon | Titlu                     | Regia                            | Scenariu           | Premiera          |
| ------------- | ------------ | ------------------------- | -------------------------------- | ------------------ | ----------------- |
| 1             | 1            | „The Wayfarer”            | Joachim Rønning & Espen Sandberg | John Fusco         | 12 decembrie 2014 |
| 2             | 2            | „The Wolf and the Deer”   | Joachim Rønning & Espen Sandberg | John Fusco         | 12 decembrie 2014 |
| 3             | 3            | „Feast”                   | Alik Sakharov                    | Michael Chernuchin | 12 decembrie 2014 |
| 4             | 4            | „The Fourth Step”         | Alik Sakharov                    | Brett Conrad       | 12 decembrie 2014 |
| 5             | 5            | „Hashshashin”             | Daniel Minahan                   | Patrick Macmanus   | 12 decembrie 2014 |
| 6             | 6            | „White Moon”              | Daniel Minahan                   | Dave Erickson      | 12 decembrie 2014 |
| 7             | 7            | „The Scholar's Pen”       | David Petrarca                   | Michael Chernuchin | 12 decembrie 2014 |
| 8             | 8            | „Rendering”               | John Maybury                     | Brett Conrad       | 12 decembrie 2014 |
| 9             | 9            | „Prisoners”               | David Petrarca                   | Patrick Macmanus   | 12 decembrie 2014 |
| 10            | 10           | „The Heavenly And Primal” | John Maybury                     | John Fusco         | 12 decembrie 2014 |

## Legături externe
- Marco Polo on Netflix
- Marco Polo la Internet Movie Database